# Regionaler Flächennutzungsplan
Ein Regionaler Flächennutzungsplan ist in Deutschland ein förmlicher Plan mehrerer Gemeinden, der die Funktionen eines Regionalplans und eines gemeinsamen Flächennutzungsplans in einem Planwerk vereinigt. Der erste Plan dieser Art, der Regionale Flächennutzungsplan der Städteregion Ruhr, gilt seit dem 3. Mai 2010 im Gebiet der Städte Bochum, Essen, Gelsenkirchen, Herne, Mülheim an der Ruhr und Oberhausen, soll jedoch in der Zukunft durch den Regionalplan Ruhr ersetzt werden. Ein zweiter Plan dieser Art, der Regionale Flächennutzungsplan für den Ballungsraum Frankfurt/Rhein-Main wurde am 17. Dezember 2010 abschließend durch Verbandskammer und Regionalversammlung Südhessen beschlossen.

## Bundesrechtliche Grundlagen
Nach § 13 Abs. 4 Raumordnungsgesetz (ROG) kann ein Plan in verdichteten Räumen oder bei sonstigen raumstrukturellen Verflechtungen zugleich die Funktion eines Regionalplans und eines gemeinsamen Flächennutzungsplans nach § 204 Baugesetzbuch (BauGB) übernehmen. Der Plan (Regionaler Flächennutzungsplan) muss dabei sowohl den Vorschriften des ROG als auch denen des BauGB entsprechen.

## Einordnung in das System der Planungsebenen
Die Aufstellung eines Regionalen Flächennutzungsplanes (Abkürzung: RegFNP oder RFNP) ist mit der Einsparung einer Planungsebene verbunden. Statt der herkömmlichen vierstufigen Planungshierarchie aus Landesraumordnung, Regionalplanung, vorbereitender Bauleitplanung und verbindlicher Bauleitplanung besteht dann nur noch eine dreistufige Planungshierarchie aus Landesplanung, regionaler Flächennutzungsplanung und verbindlicher Bauleitplanung.

## Anwendung im Bundesgebiet
Bislang sind in Deutschland zwei Regionale Flächennutzungspläne aufgestellt worden, einer im Planungsverband Ballungsraum Frankfurt/Rhein-Main und ein weiterer von den Städten Bochum, Essen, Gelsenkirchen, Herne, Mülheim an der Ruhr und Oberhausen.

## RegFNP für den Ballungsraum Frankfurt/Rhein-Main
Die Regionalversammlung Südhessen (RVS) und die Verbandskammer des Planungsverbandes Ballungsraum Frankfurt/Rhein-Main (VK) erstellen gemeinsam den Regionalen Flächennutzungsplan. Die enge Kooperation zwischen diesen beiden Planungsinstitutionen ist das Erfolgskriterium für die regionale Flächennutzungsplanung in Frankfurt/Rhein-Main. Die RVS hatte am 16. Mai 2003 den Aufstellungsbeschluss getroffen, die VK folgte mit einem gleichlautenden Beschluss am 21. Mai 2003.
Vor der Erstellung des Planvorentwurfs wurde ein Leitbild erarbeitet, das die angestrebte Entwicklung der Region in den nächsten Jahren skizziert. Das Leitbild "Frankfurt/Rhein-Main 2020 – die europäische Metropolregion" umfasst sechs gleichberechtigte Ziele: Region der starken Zentren, Region der jungen Leute und Familien, Region der Wissenschaft und der Ausbildung, Region der innovativen Branchen, Region der Mobilität und Logistik, Region der attraktiven Landschaft und Kultur. Das Leitbild entstand unter Regie des Planungsverbands und des Regierungspräsidiums Darmstadt und ist erstmals ein gemeinsames Zukunftsbild von zahlreichen regionalen Akteuren. RVS und VK haben es 2004 beschlossen.
Anfang 2006 haben Planungsverband und Regierungspräsidium Darmstadt den Vorentwurf des RegFNP fertiggestellt und zeitgleich in VK und RVS eingebracht. Der RegFNP enthält Aussagen zur künftigen Raum- und Siedlungsstruktur, zu Freiraumsicherung und -entwicklung, Verkehr, Wasser, Abfall, Energie, Rohstoffsicherung, Land- und Forstwirtschaft und Denkmalpflege. Ziele und Grundsätze und Darstellungen sind in Karten und Text dargestellt. Zum RegFNP gehört auch ein umfassender Umweltbericht. Für den Bereich der Region Südhessen, in dem kein RegFNP gilt, wurde der Entwurf des Regionalplans Südhessen erstellt und gleichzeitig mit dem RegFNP ins Beteiligungsverfahren gegeben. Die frühzeitige Beteiligung zum RegFNP fand in der Zeit vom 2. Mai bis 1. August 2007 statt. Insgesamt gingen 1.500 Stellungnahmen von Behörden und Bürgern beim Regierungspräsidium Darmstadt und beim Planungsverband ein, und es wurden 9.500 Anträge auf Planänderung gestellt.
Die Stellungnahmen wurden geprüft und der Vorentwurf des RegFNP geändert. Im April 2009 stimmten RVS und VK den Änderungen des Vorentwurfs und der Offenlage des Entwurfs des RegFNP zu. Die Öffentlichkeit und die Behörden hatten Gelegenheit, erneut Änderungswünsche am Plan in der Zeit vom 1. September bis 2. November 2009 abzugeben. Die Offenlage war ein Abschnitt im Beteiligungsverfahren, welches sowohl den rechtlichen Vorgaben aus dem hessischen Landesplanungsgesetz für die Aufstellung von Regionalplänen als auch den Anforderungen aus dem Baugesetzbuch für die Flächennutzungsplanung gerecht wurde. In diesem Verfahrensschritt wurden 2.850 Stellungnahmen eingereicht und 6.000 Anträge auf Planänderung gestellt. 
Am 15. und 17. Dezember 2010 verabschieden die Verbandskammer und die Regionalversammlung Südhessen den Regionalen Flächennutzungsplan (RFNP). 
Drei Monate später, am 3. März 2011, beschließt der hessische Landtag das „Gesetz über die Metropolregion Frankfurt/Rhein-Main“, welches am 1. April in Kraft trat. Zeitgleich wurde der Planungsband zum „Regionalverband FrankfurtRheinMain“. Neben der Flächennutzungs- und Landschaftsplanung ist der Regionalverband auch für die strategische Steuerungs- und Koordinationsaufgaben für die Entwicklung der Region zuständig. Ferner wird der Rat der Region aufgelöst und durch einen erweiterten Regionalvorstand abgelöst. 
Mit der Veröffentlichung am 17. Oktober 2011 im Hessischen Staatsanzeiger wurde der RFNP rechtsgültig.

## RFNP der Städteregion Ruhr
Im Ruhrgebiet wurde auf der Grundlage des Baugesetzbuchs und des Raumordnungsgesetzes ein Verfahren zur Aufstellung eines RFNP eingeleitet, nachdem das Land Nordrhein-Westfalen im Jahr 2005 die entsprechenden landesrechtlichen Grundlagen durch eine Novelle des Landesplanungsgesetzes geschaffen hatte (§ 25 LPlG NRW). Die Städte Bochum, Essen, Gelsenkirchen, Herne, Mülheim an der Ruhr und Oberhausen entschlossen sich, eine Planungsgemeinschaft der Städteregion Ruhr zur Aufstellung eines RFNP zu bilden, und stellten dar, dass durch den RFNP die räumliche Planung im eng verflochtenen Kern des Ruhrgebiets schneller, friedlicher und effizienter abgestimmt und mit den sonstigen Planungen vernetzt werden könne. Mit ihrem Vorhaben verbanden und verbinden sie auch eine neue Qualität der interkommunalen Zusammenarbeit im Ruhrgebiet.
Seit der öffentlichen Bekanntmachung der Genehmigung der Planungsgemeinschaft durch das seinerzeit zuständige Ministerium für Wirtschaft, Mittelstand und Energie des Landes Nordrhein-Westfalen (Christa Thoben) sind die in der Planungsgemeinschaft der Städteregion Ruhr kooperierenden Städte offiziell zuständig für die gemeinsame Flächennutzungsplanung und die Regionalplanung in ihrem Gebiet.
Die Arbeiten der Planungsgemeinschaft der sechs Ruhrgebietsstädte führten rasch zu einem Vorentwurf, zu dem Bürger und Behörden beteiligt wurden. Auf der Grundlage der Stellungnahmen der Behörden und der Anregungen der Bürger wurde im Jahr 2008 ein Entwurf erarbeitet und zur Offenlage gebracht. Zeitliche Zielmarke für den Beschluss des RFNP der Städteregion Ruhr war dann der Frühsommer 2009. Am 19. August 2009 erfolgte die Vorlage zur Genehmigung des Plans beim Ministerium für Wirtschaft, Mittelstand und Energie des Landes Nordrhein-Westfalen als Landesplanungsbehörde, die im Laufe des Genehmigungsverfahrens erklärte, über die Genehmigung des RFNP innerhalb der Genehmigungsfrist nach § 6 Abs. 4 BauGB (also binnen drei Monaten, somit bis zum 19. November 2009) entscheiden zu wollen. Tatsächlich erfolgte dann auch die Genehmigung am 18. November 2009, allerdings unter Auflagen des Ministeriums. Diese Auflagen erforderten noch Beitrittsbeschlüsse der Städte der Planungsgemeinschaft, die bis März 2010 gefasst wurden. Nach Bekanntmachung des Plans trat der RFNP am 3. Mai 2010 in Kraft.
Da das Instrumentarium des RFNP rechtlich und planerisch „Neuland“ darstellt, mussten für viele Anforderungen, etwa im Zusammenhang mit Maßstab, Legende, Planinhalten und Verfahrensabläufen, praktikable Lösungswege gefunden werden.
Mit dem Zeitpunkt der Rechtskraft des RFNP der Städteregion Ruhr am 3. Mai 2010 war es erstmals gelungen, Bauleitplanung und Regionalplanung in einem einzigen Planwerk zusammenzufassen und somit drei kommunale Flächennutzungspläne sowie drei Teilabschnitte staatlicher Regionalpläne durch einen Plan neuer Art abzulösen.
Der RFNP der Städteregion Ruhr behält bis zum Inkrafttreten eines neuen Regionalplans im Ruhrgebiet seine Gültigkeit und kann von den Städten der Planungsgemeinschaft bis auf Weiteres im Benehmen mit dem Regionalverband Ruhr geändert und ergänzt werden. Lange gelang es dieser Körperschaft nicht, einen Regionalplan für das Ruhrgebiet in Kraft zu setzen und somit den RFNP der Städteregion Ruhr abzulösen. Im Februar 2023 begann der Regionalverband Ruhr mit der 3. Offenlage eines Planentwurfs. Erst am 28. Februar 2024 konnte der Regionalplan Ruhr in Kraft treten. Er löst damit den RFNP der Städteregion Ruhr hinsichtlich regionalplanerischer Aussagen ab, als Gemeinsamer Flächennutzungsplan behält der RFNP der Städteregion weiterhin Rechtskraft.

## Evaluation der landesrechtlichen Grundlage und des Instruments durch die Landesregierung NRW
Das Land Nordrhein-Westfalen hat für die landesrechtliche Grundlage und das Planungsinstrument RFNP gesetzlich eine Evaluation vorgesehen (§ 26 LPlG NRW). Diese Evaluation hat das Land anhand des RFNP-Vorentwurfs der Planungsgemeinschaft der Städteregion Ruhr und auf der Grundlage von Gutachten und Stellungnahmen nunmehr abgeschlossen. Im Wirtschaftsausschuss des Landtags Nordrhein-Westfalen trug die für den RFNP zuständige Ministerin Christa Thoben am 10. Dezember 2008 vor, dass der RFNP als ein Instrument einer kommunal verfassten Regionalplanung systematisch nicht in die staatlich verfasste Regionalplanung Nordrhein-Westfalens passe, dass die staatlich verfasste Regionalplanung für das Ruhrgebiet künftig vom Regionalverband Ruhr wahrgenommen werden solle und dass das Experiment RFNP daher nur noch für eine Übergangszeit beibehalten werden könne. Künftig solle der RFNP in einem Regionalplan Ruhr aufgehen. Für Januar 2009 kündigte die Ministerin einen Referentenentwurf zum diesbezüglich zu ändernden Landesplanungsgesetz an. Nach dem Jahreswechsel solle es – so die Ministerin im Wirtschaftsausschuss am 10. Dezember 2008 – außerdem einen ausführlichen Evaluierungsbericht geben. Aber auch noch bis Mitte Februar 2009 konnte die interessierte Öffentlichkeit nicht ausführlich erfahren, warum das zuständige Ministerium bei der Evaluierung zu einem negativen Ergebnis gelangt ist; der versprochene ausführliche Evaluierungsbericht lag auch dann noch nicht öffentlich vor. 